# Mon beau-frère a tué ma sœur
Mon beau-frère a tué ma soeur, (pronunciació francesa: [mɔ̃bofʁɛʁ atɥe masœʁ]) és una pel·lícula francesa de thriller de comèdia de 1986 dirigida per Jacques Rouffio. Es va presentar en competició al 36è Festival Internacional de Cinema de Berlín.A la pel·lícula, dos membres de l'Académie Française accepten ajudar a la jove i atractiva veterinària Esther a investigar la mort sospitosa de la seva germana. Esther està convençuda que el seu cunyat és el responsable, però aviat es fa evident que els responsables estan vinculats als més alts esglaons de poder al Vaticà.

## Sinopsi
Octave Clapoteau, antropòleg, i Etienne Sembadel, psicoanalista, són tots dos membres de l'Acadèmia Francesa, amics des de la infància, investiguen fins a Suïssa i el Vaticà a petició de la seva jove amiga, Esther Bouloire: la seva germana ha desaparegut. durant dos anys, acusa el seu cunyat Raoul d'Homécourt de la Vibraye d'haver-la assassinat.
Com que molts membres de la família Bouloire ja han mort accidentalment, s'ha de prendre seriosament aquesta acusació?

## Repartiment
- Michel Serrault: Octave Clapoteau
- Michel Piccoli: Etienne Sembadel
- Juliette Binoche: Esther Bouloire, veterinària
- Jean Carmet: Jocelyn Bouloire, oncle de l'Esther
- Milva: Renata Palozzi, mestressa d'Octave
- Jean-Pierre Bisson: vescomte Raoul d'Homécourt de la Vibraye, conegut com "d'H"
- Tom Novembre: Léon, cosí per matrimoni d'Esther
- Isabelle Petit-Jacques: Micheline Sembadel, esposa d'Etienne
- Agnès Garreau: Muriel, cosina de l'Esther
- Francis Girod: l'entrevistador televisiu
- Gérard Klein: el periodista de ràdio
- Jean-Paul Roussillon: majordom de Jocelyn
- Raoul Billerey: comissari Brûlez
- Maurice Chevit: Mestre Bongrain
- Didier Flamand: el redactor en cap
- Christine Pignet: la clienta de la consulta veterinària
- Alexandra Lorska: secretària de Sembadel
- Jean-Pierre Malignon: un policia suís
- Georges Montillier: l'inspector de policia a Suïssa
- René Morard: el porter de l'estadi
- Michel Pascal: un policia suís
- Gerard Surugue

## Producció
- Un personatge anomenat "Vescomte Raoul d'Homécourt de la Vibraye" ja apareix a Le Sucre, interpretat per Gérard Depardieu, inspirat en la vida d'un corredor de borsa, Roland Gadala, que va fer la fortuna del capità de la indústria, François Pinault.[2]

- César (escultor), sense acreditar als crèdits, apareix al fons d'una escena on Renata, interpretada per Milva, demana a la recepcionista de l'hotel que truqui a Gallimard.

- El quadre Nus amb sabates blaves penjat a Etienne Sembadel és de Marie-Antoinette Chalus,[3] també titulat Les sabates blaves,[4] és esmentat a la pel·lícula.